# Gouvernorat de l'État de la Cité du Vatican
Le Gouvernorat de l'État de la Cité du Vatican exerce au nom du Souverain Pontife le pouvoir exécutif de l'État de la Cité du Vatican.

## Histoire
En 1929, au moment de la création de l'État de la Cité du Vatican par les accords du Latran, la fonction de gouverneur est attribuée au marquis Camillo Serafini. À partir de 1939, les pouvoirs du gouverneur sont limités quand est créée la Commission pontificale pour l'État de la Cité du Vatican, composée de cardinaux et chargée d'exercer le pouvoir législatif. À la mort de Serafini en 1952, il n'est pas remplacé et depuis cette date le président de la Commission exerce les pouvoirs du gouverneur. Bien que la fonction ne soit pas mentionnée dans la loi fondamentale de 2000, le président de la Commission porte également depuis 2001 le titre de président du Gouvernorat.

## Fonctions
Selon la loi fondamentale de l’État de la Cité du Vatican du 26 novembre 2000, entrée en vigueur le 22 février 2001, l’exercice du pouvoir exécutif est confié au cardinal président de la Commission pontificale pour l'État de la Cité du Vatican. 
Les décisions importantes sont soumises à l'approbation de la Secrétairerie d'État du Saint-Siège.

## Organisation
Les collaborateurs immédiats du gouverneur sont le secrétaire général et le secrétaire général adjoint. Ils sont nommés par le pape pour cinq ans.
Le Gouvernorat est organisé en :
- Directions : Direction des finances de l'État, Direction des services généraux (services de la douane, des immatriculations, du mobilier - en italien : Floreria), Direction des services de sécurité et de protection civile (gendarmerie et sapeurs pompiers), Direction sanitaire, Direction des musées, Direction des services techniques, Direction des télécommunications (postes et téléphone), Direction des services économiques, Direction des villas pontificales (en charge en particulier du palais de Castel Gandolfo) ;
- Bureaux généraux, comme le bureau juridique, le bureau de l'état civil, le bureau philatélique et numismatique ou le bureau de pèlerins et des touristes.

Raffaella Petrini, F.S.E (en), en est la présidente le 1er mars 2025, assisté de deux secrétaires généraux : l'archevêque Emilio Nappa (it) et le laïc Giuseppe Puglisi-Alibrandi. Raffaella Petrini est la première femme à devenir secrétaire générale puis présidente du gouvernorat.

## Liste des présidents et secrétaires
Présidents
- Edmund Casimir Szoka : du 15 octobre 1997 au 15 septembre 2006
- Giovanni Lajolo : du 15 septembre 2006 au 1er octobre 2011
- Giuseppe Bertello : du 1er octobre 2011 au 1er octobre 2021
- Fernando Vérgez Alzaga, LC : du 1er octobre 2021[3] au 1er mars 2025
- Raffaella Petrini, F.S.E (en), depuis le 1er mars 2025

Secrétaires
- Gianni Danzi (it) : du 2 mai 1996 au 22 février 2005
- Renato Boccardo : du 22 février 2005 au 16 juillet 2009
- Carlo Maria Viganò : du 16 juillet 2009 à 2011
- Giuseppe Sciacca (en) : du 3 septembre 2011 au 24 août 2013[4],[5]
- Fernando Vérgez Alzaga, L.C. : du 30 août 2013[6] au 1er octobre 2021
- Sœur Raffaella Petrini, F.S.E (en), du 4 novembre 2021 au 1er mars 2025
- Emilio Nappa (it), depuis le 1er mars 2025
- Giuseppe Puglisi-Alibrandi, depuis le 1er mars 2025